# Gounelloeme
Gounelloeme is een kevergeslacht uit de familie van de boktorren (Cerambycidae). De wetenschappelijke naam van het geslacht werd voor het eerst geldig gepubliceerd in 1974 door Monné & Martins.

## Soorten
Gounelloeme is monotypisch en omvat slechts de volgende soort:
- Gounelloeme echinoscapus (Gounelle, 1913)